# ناتاشا تاپوشکویچ
ناتاشا تاپوشکویچ (صربی: Наташа Тапушковић؛ زادهٔ ۲۷ اوت ۱۹۷۵) یک هنرپیشه اهل صربستان است.
از فیلم‌ها یا برنامه‌های تلویزیونی که وی در آن نقش داشته است می‌توان به زندگی یک معجزه است اشاره کرد.